# Acanthodelta undulata
Acanthodelta undulata là một loài bướm đêm trong họ Noctuidae.